# Desmond Hume
(Desmond Hume in Si vive insieme, si muore soli)
Desmond David Hume è un personaggio immaginario della serie televisiva Lost, ideato da J.J. Abrams e interpretato da Henry Ian Cusick.
Nel settembre del 2007, il personaggio di Desmond Hume è stato votato come il migliore di tutta la serie da parte dei lettori del Washington Post. 

## Biografia

### Prima del naufragio
Dopo essere stato cacciato da un monastero ove era novizio, Desmond incontra ed inizia una relazione amorosa con Penelope Widmore. Chiede la sua mano al padre, Charles, che però rifiuta insultandolo e denigrandolo. Deluso, Desmond farà di tutto pur di riscattarsi. Sul procinto di chiedere a Penny di sposarlo, viene fermato da Eloise Hawking, che dopo aver parlato con lui, riesce a convincerlo del fatto che non sarebbe giusto che sposasse Penelope e che la cosa migliore che potrà fare in tutta la sua vita sarà premere un pulsante su un'isola deserta. Desmond, triste, lascia la fidanzata e si arruola nell'esercito scozzese, dal quale viene però cacciato. Desideroso di riscattarsi davanti agli occhi del padre di Penny, partecipa ad una regata attorno al mondo in solitario, organizzata proprio dallo stesso Charles, con una barca donatagli da Libby.

### Permanenza sull'isola
Nel 2001 Desmond, mentre percorre un tratto di mare nel Pacifico Meridionale naufraga nei pressi dell'isola e viene ritrovato sulla spiaggia da un uomo di nome Kelvin Joe Inman che lo porta nel bunker chiamato stazione Cigno e lo cura. Desmond vede Kelvin inserire la sequenza 4 8 15 16 23 42 nel computer e gli chiede cosa stia facendo, la risposta che Kelvin gli dà è che sta solo salvando il mondo.
È lui a dargli il misterioso vaccino da usare ogni nove giorni in quanto è rimasto nella zona in quarantena per lungo tempo e potrebbe essere infetto.
Kelvin istruisce Desmond riguardo alla missione della stazione e gli spiega che l'operazione del pulsante serve a scaricare una carica elettromagnetica che si trova sotto di loro.
Desmond inoltre vede Kelvin dipingere su una delle porte di sicurezza una mappa visibile solo all'ultravioletto, disegno iniziato da Stuart Radzinsky, ex compagno di Kelvin, tutto ciò che rimane dell'uomo è una macchia sul soffitto, in corrispondenza del punto dove si è suicidato.
Per tre anni a Desmond non è permesso lasciare la stazione, mentre Kelvin quotidianamente, proteggendosi con tuta protettiva e maschera antigas esce nella giungla.
Una notte Desmond trova Kelvin ubriaco in una area segreta sotto il pavimento mentre fa dondolare una chiave in corrispondenza di un dispositivo di emergenza. Kelvin gli spiega che se il meccanismo venisse attivato il bunker verrebbe distrutto e con esso la fluttuazione elettromagnetica sottostante.
Un giorno Desmond vede uno strappo sulla tuta protettiva di Kelvin e decide di seguirlo all'esterno, è così che scopre che la tuta non serve in realtà a nulla, infatti Kelvin se ne libera poco dopo dirigendosi verso un'insenatura dove vede la sua barca, che credeva distrutta, intatta. Kelvin, accortosi di Desmond, lo fronteggia in vista e lo invita a scappare con lui, ma Desmond ha in mente il pulsante. Dopo che Kelvin gli espone i suoi dubbi sull'effettiva utilità del computer Desmond lo afferra e lo scuote violentemente, furente per aver speso inutilmente tre anni della sua vita. Accidentalmente Kelvin sbatte la testa su una roccia e rimane ucciso, Desmond strappa la chiave di emergenza che l'uomo aveva al collo e corre a rotta di collo verso il bunker, dove il timer ha superato lo 0 e il sistema è collassato. Un enorme campo magnetico attira oggetti metallici verso il centro del bunker, tra questi il 777 del volo 815 della Oceanic Airlines, che si spezza in volo in tre sezioni e precipita sull'Isola. Desmond riesce a fermare l'attività elettromagnetica inserendo il codice numerico, seppur troppo tardi.
Desmond torna nella stazione Cigno il cui accesso a forma di botola, 44 giorni dopo, viene aperto da John Locke e Jack Shephard.
Alcune settimane dopo, dopo aver visto un video della stazione Perla, John Locke crede che ciò che succede nella stazione Cigno sia una bufala, quindi convince Desmond a far scadere il timer senza premere il pulsante sul computer. Tuttavia, però, Desmond, osservando un foglio con la cronologia delle attività della stazione Cigno, legge la data dell'ultimo collasso del sistema (ovvero il 22 settembre 2004), di conseguenza capisce che tale collasso ha provocato un'esplosione elettromagnetica che ha distrutto l'aereo del volo Oceanic 815, quindi cerca di convincere Locke a premere il pulsante prima che sia troppo tardi, ma Locke distrugge il computer, quindi Desmond è costretto a raggiungere il sistema di sicurezza dell'isola e girare una chiave, per impedire un disastro. Tuttavia, l'esplosione ha comunque luogo, viene causata l'implosione della stazione Cigno e Desmond si ritrova svenuto in mezzo alla foresta. Prima di risvegliarsi, però, Desmond ha una specie di déjà vu, in cui rivive i mesi in cui aveva vissuto ad Oxford con Penny.
Ricordando di un pomeriggio in cui egli doveva andare in gioielleria a comprare un anello per chiedere a Penny di sposarla, incontra Eloise Hawking, la quale gli impedisce di comprare l'anello, in quanto egli sarebbe predestinato ad andare sull'isola (impedendo, quindi, di chiedere a Penny di sposarlo). Egli, inizialmente, è piuttosto scettico nei confronti di ciò, ma, dopo che la signora (la quale crede che il passato non si può cambiare) gli dimostra le sue doti di preveggenza, egli si convince di lasciare Penny. Dopodiché, egli si risveglia e raggiunge il gruppo di naufraghi.
Dopo essersi risvegliato, Desmond dimostra di avere le stesse doti di preveggenza di Eloise Hawking, riuscendo a prevedere un discorso di John Locke, un temporale e un affogamento di Claire (che però viene salvata da Desmond stesso). Dopo ripetute richieste di chiarimento, spiega a Charlie di essere capace di prevedere il futuro, e di aver salvato Claire per impedire che Charlie si precipitasse in acqua morendo per salvarla. Di conseguenza, egli prevede la morte di Charlie.
Verso la fine della terza serie, Desmond, Jin, Hurley e Charlie incontrano Naomi Dorrit, la quale è atterrata svenuta da un elicottero e possiede una foto di Penny, di conseguenza Desmond crede che Naomi sia stata mandata da Penny per salvarlo (ipotesi, fino a quel momento, credibile, in quanto nel finale della seconda stagione due ricercatori al servizio di Penny erano riusciti a geolocalizzare l'esplosione della stazione Cigno), e questi gli dice che altri suoi compagni (Frank Lapidus, Daniel Faraday e Charlotte) li stanno raggiungendo con un cargo.
Dopo aver scoperto che l'unico modo per comunicare all'esterno dell'isola è la stazione sottomarina Specchio, Desmond e Charlie, nell'episodio Attraverso lo specchio, si recano nelle vicinanze della stazione Cigno. In questa occasione, Desmond dimostra nuovamente di voler salvare Charlie, ma egli vuole andare incontro al suo destino (infatti, Desmond aveva predetto che se Charlie fosse morto, Claire si sarebbe salvata e sarebbe tornata sulla terraferma), di conseguenza tramortisce Desmond colpendolo con un remo e si dirige nella stazione Specchio. Dopo aver eluso la sorveglianza, Charlie riesce ad entrare in una sala ove avevano luogo le comunicazioni con l'esterno, e, dopo aver scoperto la password e sbloccato la ricetrasmittente, riesce a comunicare con Penny, la quale rivela a Charlie di non aver inviato nessun cargo per salvare Desmond. Dopodiché, Charlie è raggiunto da Mikhail, il quale fa esplodere la stazione Specchio, provocando un allagamento all'interno della sala. Nel frattempo, Desmond si è risvegliato e ha aggiunto Charlie nella stazione Specchio, ma non riesce a salvare Charlie, il quale fa in tempo a scrivere sulla sua mano Non è la nave di Penny, avvertendo Desmond del fatto che i membri del cargo Kahana non sono giunti fino a li per salvarli.
Nella quarta stagione, Desmond, Sayid e Frank Lapidus (nell'episodio La costante) ottengono di poter recarsi sul cargo per comunicare con l'esterno, ma Desmond stesso inizia a delirare, dimenticandosi i nomi dei suoi compagni di viaggio e credendo di essere nel 1996. Durante l'episodio, Desmond spesso sviene, e nei momenti di svenimento, viaggia nel tempo, tornando al 1996 e ricordandosi della sua esperienza nell'esercito e della fine della sua storia con Penny. Giunti sulla nave, i tre vengono rapiti, in quanto il medico della nave sta studiando un caso simile e perché scoprono che il cargo è stato mandato da Charles Widmore, che ha avvisato i media che i sopravvissuti del volo Oceanic 815 sono tutti morti (mentendo), con lo scopo di ucciderli lui stesso per poter sfruttare le particolari proprietà dell'isola a scopi turistici. Tuttavia, grazie a Michael, i tre riescono a raggiungere un luogo con una ricetrasmittente e si collegano telefonicamente con Daniel Faraday, il quale gli comunica che l'isola è protetta dal resto del mondo da una barriera elettreomagnetica, in quanto essa si troverebbe leggermente avanti nel tempo, e che ciò che capita a Desmond può essere un effetto collaterale di ciò (dovuto grazie alla particolare resistenza di Desmond all'elettromagnetismo). Oltre a ciò, Faraday avverte Desmond, quando tornerà nel 1996, di raggiungerlo ad Oxford e chiedergli aiuto. Una volta che i due si ritrovano nel 1996, Faraday gli dice che per poter ristabilire il continuum spazio-temporale nella sua mente deve trovare una costante (ovvero, una situazione o un essere vivente presente sia nel 1996 che nel 2004). Egli, sceglie Penny come sua costante, quindi decide di raggiungerla e chiederle il numero di telefono. Dopo averlo ottenuto, le chiede di non cambiare numero di telefono, in quanto egli l'avrebbe chiamata il 24 dicembre 2004 (giorno in cui egli viene rapito nel cargo Kahana). Dopo aver ottenuto il numero di telefono di Penny, egli (il 24 dicembre 2004, sul cargo Kahana) la chiama e la donna miracolosamente risponde. Desmond, quindi, le chiede di salvarlo, e, avendo trovato la sua costante, l'uomo sfugge alla morte.
Nell'ultimo episodio della quarta stagione (Casa dolce casa), Desmond si ricongiunge con Penny, che si reca vicino all'isola con la barca.

### Dopo la vita
Durante la sesta stagione viene mostrata anche la vita di Desmond nella "realtà parallela" in cui si trovano i protagonisti. Desmond lavora per Charles Widmore, anche suo grande amico, e gli viene dato il compito di convincere Charlie Pace a prendere parte al prossimo concerto organizzato dalla società di Widmore.
Desmond incontra quindi Charlie in un bar di Los Angeles e scopre che questo è quasi morto sul volo Oceanic 815, dopo essersi quasi strozzato cercando di inghiottire l'eroina che portava con sé per non essere arrestato dalla polizia. Charlie gli racconta che quando stava morendo ha visto l'immagine di una donna e che pensa possa essere il suo vero amore. Desmond pensa che non sia altro che un sogno e gli chiede di poterlo accompagnare al suo albergo con la sua macchina. Mentre Desmond sta guidando la sua auto per portare Charlie al suo albergo, Charlie fa sbandare l'auto sterzando il volante. L'auto finisce dentro le acque in un porto di Los Angeles. Desmond riesce a fuggire dall'auto completamente sommersa dall'acqua e salva anche Charlie. Durante il salvataggio Desmond però ricorda parte della sua vita precedente passata sull'Isola.
Più tardi Charlie e Desmond vengono ricoverati in un ospedale dove Desmond riesce a ricordare completamente la sua vita precedente mentre sta facendo una risonanza magnetica. Charlie invece non ancora. Desmond capisce quindi che deve far ricordare a tutti gli altri passeggeri dell'Oceanic 815 le loro vite precedenti per motivi che vengono fatti sapere solo nel finale di serie: per poter trapassare. La realtà in cui vive adesso Desmond non è una realtà parallela ma un limbo del Purgatorio e per poter andarsene bisogna ricordare la propria vita passata.
Desmond investe con l'auto John Locke, quasi uccidendolo. Questo ricorderà poi la sua vita passata proprio in ospedale facendosi curare da Jack Shephard. Desmond poi picchia a sangue Benjamin Linus, grazie a questo infatti verrà aiutato da sua figlia Alex a guarire e ricorderà la sua vita in questo modo. Desmond si fa poi arrestare da Sawyer, ora poliziotto, per incontrare Kate in prigione e farla evadere. Desmond infine organizza l'incontro di tutti i personaggi in una chiesa con Christian Shephard, grazie anche all'aiuto di Ana Lucia ed Hurley, per poter trapassare ed uscire dal Purgatorio.

## Capacità
Oltre che a competenze di design d'interni (acquisite sul lavoro) e capacità di navigazione (acquisite durante la regata di Charles Widmore e durante il suo periodo di vita passato in mare con Penny e il figlio), Desmond è particolarmente resistente all'energia elettromagnetica (potere donatogli dall'Isola e da Jacob). Tal resistenza all'elettromagnetismo, inoltre, conferisce a Desmond (anche se per periodi di tempo limitati) la capacità di viaggiare nel tempo con la sua mente: nell'episodio Déjà vu (che racconta della sopravvivenza di Desmond all'incidente della stazione Cigno del progetto DHARMA), infatti, viene mostrato che, durante uno svenimento, egli torna indietro nel tempo a quando ancora viveva in Inghilterra e frequentava Penny. Inoltre, dopo questa esperienza, egli ha alcune visioni riguardanti gli eventi immediatamente futuri (particolarmente importanti risultano essere quelli riguardanti la morte di Charlie). Un altro fatto simile, si verifica quando, uscendo dall'isola in elicottero, egli entra a contatto con la barriera elettromagnetica che la protegge, e causa i fatti dell'episodio La costante, raccontati in precedenza. L'ultima esperienza simile capitata a Desmond, risale all'episodio E vissero felici e contenti, dove viene esposto a un evento elettromagnetico molto potente, resistendo all'impatto, ma svenendo. Durante il periodo di svenimento, egli, per la prima volta, viene trasportato nel futuro (nello specifico, nella sua vita ultraterrena, ambientata nel cosiddetto universo dei flashsideways), dove ha due importanti incontri con Charlie e Daniel Faraday (qui chiamato Daniel Widmore, in quanto il signor Widmore ne ha riconosciuto la paternità), i quali gli dicono di ricordarsi di aver vissuto su un'isola e di essersi innamorati (rispettivamente di Claire e di Charlotte) ma non nella vita che ora stanno vivendo. Particolarmente illuminante, risulta essere l'incontro con Daniel, che gli dice di essersi svegliato improvvisamente nella notte e di aver scritto equazioni di fisica quantistica (episodio che si ricollega alla vita terrena di Faraday, in quanto in quella ultraterrena lui è un musicista), le quali dimostrerebbero che l'esplosione di una potente bomba elettromagnetica potrebbe aver creato la realtà in cui vivono e averla separata da quella terrena.

## Episodi dedicati
| Stagione | Titolo italiano                | Titolo originale         | Tipo di flash |
| -------- | ------------------------------ | ------------------------ | ------------- |
| 2ª       | Si vive insieme, si muore soli | Live Together, Die Alone | Flashback     |
| 3ª       | Déjà vu                        | Flashes Before Your Eyes | Flashback     |
| 3ª       | Piovuta dal cielo              | Catch-22                 | Flashback     |
| 4ª       | La costante                    | The Constant             | Flashback     |
| 5ª       | La bomba                       | Jughead                  | Flashpresent  |
| 6ª       | E vissero felici e contenti    | Happily Ever After       | Flashsideway  |
| 6ª       | Quello per cui sono morti      | What They Died For       | Flashsideway  |
| 6ª       | La fine                        | The End                  | Flashsideway  |